# إميليو استرادا كارمونا
إميليو استرادا كارمونا (بالإسبانية: Emilio Estrada) (و. 1855 – 1911 م)هو سياسي من الإكوادور .